# Alijó
Alijó es un municipio portugués perteneciente al distrito de Vila Real, en la región de Trás-os-Montes, Norte (NUTS II) y la comunidad intermunicipal Duero (NUTS III), con cerca de 2800 habitantes.
Es sede de un municipio con 297,57 km² de área y 14 320 habitantes (2001), subdividido en 14 freguesias. Los municipio están limitado al norte por los municipios de Vila Pouca de Aguiar y Murça, al este por Carrazeda de Ansiães, al sur por São João da Pesqueira y al oeste por Sabrosa.

## Demografía
| Gráfica de evolución demográfica de Alijó entre 1864 y 2021 |
|                                                             |
| Datos según el nomenclátor publicado por el INE portugués.  |

## Freguesias
Las freguesias de Alijó son las siguientes:
- Alijó
- Carlão e Amieiro
- Castedo e Cotas
- Favaios
- Pegarinhos
- Pinhão
- Pópulo e Ribalonga
- Sanfins do Douro
- Santa Eugénia
- São Mamede de Ribatua
- Vale de Mendiz, Casal de Loivos e Vilarinho de Cotas
- Vila Chã
- Vila Verde
- Vilar de Maçada